# Parigi-Nizza 1933
La Parigi-Nizza 1933, prima edizione della corsa, si svolse dal 14 al 19 marzo su un percorso di 1 257 km ripartiti in 6 tappe. Fu vinta dal belga Alphons Schepers davanti al connazionale Louis Hardiquest e al francese Benoît Faure.
A Nizza tagliarono il traguardo 66 corridori, su un totale di 144 partiti da Parigi.

## Tappe
| Tappa  | Data     | Percorso             | km   | Vincitore di tappa       | Leader cl. generale |
| ------ | -------- | -------------------- | ---- | ------------------------ | ------------------- |
| 1ª     | 14 marzo | Parigi > Digione     | 312  | Alphons Schepers         | Alphons Schepers    |
| 2ª     | 15 marzo | Digione > Lione      | 198  | Jean Aerts               | Alphons Schepers    |
| 3ª     | 16 marzo | Lione > Avignone     | 222  | Bernard Van Rysselberghe | Alphons Schepers    |
| 4ª     | 17 marzo | Avignone > Marsiglia | 204  | Georges Speicher         | Alphons Schepers    |
| 5ª     | 18 marzo | Avignone > Cannes    | 209  | Fernand Cornez           | Alphons Schepers    |
| 6ª     | 19 marzo | Cannes > Nizza       | 110  | Francesco Camusso        | Alphons Schepers    |
| Totale | Totale   | Totale               | 1257 |                          |                     |

## Dettagli delle tappe

### 1ª tappa
- 14 marzo: Parigi > Digione – 312 km

| Pos. | Corridore         | Squadra      | Tempo    |
| ---- | ----------------- | ------------ | -------- |
| 1    | Alphons Schepers  | La Française | 8h48'50" |
| 2    | Benoît Faure      | Indipendente | s.t.     |
| 3    | Albert Barthélémy | Indipendente | s.t.     |

| Pos. | Corridore        | Squadra      | Tempo    |
| ---- | ---------------- | ------------ | -------- |
| 1    | Alphons Schepers | La Française | 8h48'50" |

### 2ª tappa
- 15 marzo: Digione > Lione – 198 km

| Pos. | Corridore         | Squadra      | Tempo    |
| ---- | ----------------- | ------------ | -------- |
| 1    | Jean Aerts        | Alcyon       | 5h12'00" |
| 2    | Alphons Schepers  | La Française | s.t.     |
| 3    | Albert Barthélémy | Indipendente | s.t.     |

| Pos. | Corridore        | Squadra      | Tempo |
| ---- | ---------------- | ------------ | ----- |
| 1    | Alphons Schepers | La Française |       |

### 3ª tappa
- 16 marzo: Lione > Avignone – 222 km

| Pos. | Corridore                | Squadra      | Tempo    |
| ---- | ------------------------ | ------------ | -------- |
| 1    | Bernard Van Rysselberghe | Dilecta      | 6h40'47" |
| 2    | Alphons Schepers         | La Française | s.t.     |
| 3    | Alfons Deloor            | Dilecta      | s.t.     |

| Pos. | Corridore        | Squadra      | Tempo |
| ---- | ---------------- | ------------ | ----- |
| 1    | Alphons Schepers | La Française |       |

### 4ª tappa
- 17 marzo: Avignone > Marsiglia – 204 km

| Pos. | Corridore        | Squadra        | Tempo    |
| ---- | ---------------- | -------------- | -------- |
| 1    | Georges Speicher | Alcyon         | 6h49'27" |
| 2    | Jules Merviel    | Indipendente   | s.t.     |
| 3    | Jef Demuysere    | Genial-Lucifer | a 1'07"  |

| Pos. | Corridore        | Squadra      | Tempo |
| ---- | ---------------- | ------------ | ----- |
| 1    | Alphons Schepers | La Française |       |

### 5ª tappa
- 18 marzo: Avignone > Cannes – 209 km

| Pos. | Corridore        | Squadra      | Tempo    |
| ---- | ---------------- | ------------ | -------- |
| 1    | Fernand Cornez   | Oscar Egg    | 6h45'05" |
| 2    | Alphons Schepers | La Française | s.t.     |
| 3    | Gaston Rebry     | Indipendente | s.t.     |

| Pos. | Corridore        | Squadra      | Tempo |
| ---- | ---------------- | ------------ | ----- |
| 1    | Alphons Schepers | La Française |       |

### 6ª tappa
- 19 marzo: Cannes > Nizza – 110 km

| Pos. | Corridore         | Squadra      | Tempo    |
| ---- | ----------------- | ------------ | -------- |
| 1    | Francesco Camusso | Indipendente | 3h28'00" |
| 2    | Jean Aerts        | Alcyon       | a 1'30"  |
| 3    | Max Bulla         | Oscar Egg    | s.t.     |

| Pos. | Corridore        | Squadra      | Tempo     |
| ---- | ---------------- | ------------ | --------- |
| 1    | Alphons Schepers | La Française | 37h48'07" |

## Classifiche finali

### Classifica generale
| Pos. | Corridore          | Squadra        | Tempo     |
| ---- | ------------------ | -------------- | --------- |
| 1    | Alphons Schepers   | La Française   | 37h48'07" |
| 2    | Louis Hardiquest   | Indipendente   | a 2'30"   |
| 3    | Benoît Faure       | Indipendente   | a 3'13"   |
| 4    | Alfons Deloor      | Dilecta        | a 3'24"   |
| 5    | Georges Speicher   | Alcyon         | a 3'40"   |
| 6    | Francesco Camusso  | Indipendente   | a 5'10"   |
| 7    | Jean Aerts         | Alcyon         | a 5'47"   |
| 8    | Raymond Louviot    | Genial-Lucifer | a 6'33"   |
| 9    | René Bernard       | Indipendente   | a 7'27"   |
| 10   | Maurice Archambaud | Alcyon         | a 7'58"   |